# Emil Fjellström
Emil Fjellström, född 24 oktober 1884 i Näs socken, Jämtland, död 13 juli 1944 i Hedvig Eleonora församling, Stockholm, var en svensk skådespelare.

## Biografi
Emil Fjellström växte senare upp i Östersund, där hans far var skomakare. Efter skolgången var han anställd vid posten, men spelade på fritiden med i en del lokalrevyer i Östersund. Han beslöt sig sedan för att helt satsa på teatern, och debuterade hos Anton Salmsons Operett-teater 1906. Han var senare anställd vid olika turnerande teatersällskap, som Axel Lindblads operettsällskap 1907–1908, Axel Hultmans 1908–1909, Otto Trobäcks operettsällskap 1909–1912, John Lianders 1913–1918, samt Karin Swanströms från 1918. 
Fjellström var mycket populär i landsorten, och då särskilt i sina komiska roller. Så småningom kom han att spela på fasta scener i Stockholm, som Kristallsalongen, Berns, Folkteatern och Vanadislundens friluftsteater, och var även periodvis i Göteborg vid Lorensbergsteatern 1932–1933 och sedan även på Göteborgs Stadsteater. 
Han filmdebuterade 1915 och kom att medverka i ett 70-tal filmer.
Fjellström gifte sig borgerligt 1913 i Visby med skådespelaren Emilia Streiffert. De var då båda engagerade i Eklöf-Trobäckska sällskapet. Han är begravd på Norra begravningsplatsen i Östersund.

## Filmografi i urval
- 1917 – Thomas Graals bästa film
- 1917 – Alexander den Store
- 1917 – Tösen från Stormyrtorpet
- 1917 – Terje Vigen
- 1918 – Berg-Ejvind och hans hustru
- 1919 – Hans nåds testamente
- 1919 – Synnöve Solbakken
- 1919 – Sången om den eldröda blomman
- 1919 – Ingmarssönerna
- 1920 – Karin Ingmarsdotter
- 1920 – Klostret i Sendomir
- 1922 – Vem dömer
- 1925 – Ett köpmanshus i skärgården
- 1931 – Skepp ohoj!
- 1931 – En natt
- 1932 – Landskamp
- 1932 – Svarta rosor
- 1933 – En natt på Smygeholm
- 1933 – Inled mig i frestelse
- 1933 – Vad veta väl männen?
- 1933 – Hemliga Svensson
- 1933 – Halta Lena och vindögde Per
- 1934 – Atlantäventyret
- 1934 – Flickorna från Gamla stan
- 1934 – Anderssonskans Kalle
- 1934 – Fasters millioner
- 1934 – Simon i Backabo
- 1934 – Pettersson - Sverige
- 1935 – Ebberöds bank
- 1935 – Fredlös
- 1935 – Smålänningar
- 1935 – Munkbrogreven
- 1936 – Alla tiders Karlsson
- 1936 – Janssons frestelse
- 1936 – Johan Ulfstjerna
- 1936 – Ä' vi gifta?
- 1936 – Rendezvous im Paradies
- 1936 – Skeppsbrutne Max
- 1936 – Bombi Bitt och jag
- 1937 – Familjen Andersson
- 1937 – Adolf Armstarke
- 1937 – John Ericsson - segraren vid Hampton Roads
- 1937 – Bleka greven
- 1938 – På kryss med Albertina
- 1938 – Sigge Nilsson och jag
- 1938 – Storm över skären
- 1938 – Kamrater i vapenrocken
- 1938 – Med folket för fosterlandet
- 1938 – Blixt och dunder
- 1939 – Adolf i eld och lågor
- 1939 – Melodin från Gamla Stan
- 1939 – Sjöcharmörer
- 1939 – Spöke till salu
- 1940 – Karl för sin hatt
- 1940 – Vildmarkens sång
- 1940 – Med dej i mina armar
- 1940 – Vi tre
- 1941 – Lasse-Maja
- 1941 – Det sägs på stan
- 1941 – En man för mycket
- 1941 – Fransson den förskräcklige
- 1941 – Första divisionen
- 1941 – Spökreportern
- 1941 – En kvinna ombord
- 1941 – Nygifta
- 1942 – Kan doktorn komma?
- 1942 – Himlaspelet
- 1942 – Tre glada tokar
- 1942 – Vårat gäng
- 1942 – Morgondagens melodi
- 1943 – I mörkaste Småland
- 1943 – Tåg 56
- 1943 – Örlogsmän
- 1944 – Kungajakt
- 1944 – Släkten är bäst
- 1944 – Hemsöborna
- 1944 – Sabotage
- 1944 – Fia Jansson från Söder
- 1949 – Hur tokigt som helst (postumt)
- 1952 – Adolf i toppform (postumt)

## Teater

### Roller
| År   | Roll   | Produktion                                                                                   | Regi          | Teater                                       |
| ---- | ------ | -------------------------------------------------------------------------------------------- | ------------- | -------------------------------------------- |
| 1914 |        | Grevinnan Pettersson, eller Stockholm-Malmö med damernas egen pansarbåt, revy Emil Norlander | Axel Hultman  | Kristallsalongen                             |
| 1934 |        | Pettersson – Sverge Oscar Rydqvist                                                           | Sigurd Wallén | Vanadislundens friluftsteater/ Södra Teatern |
| 1942 | Bubnov | På livets botten Maksim Gorkij                                                               | Jura Tamkin   | Blancheteatern                               |